# What I Do
| Совокупная оценка    | Совокупная оценка |
| Источник             | Оценка            |
| -------------------- | ----------------- |
| Metacritic           | (80/100)          |
| Оценки критиков      |                   |
| Источник             | Оценка            |
| Allmusic             | [ 2 ]             |
| BBC Music            | (favorable)       |
| Blender              | [ 1 ]             |
| Entertainment Weekly | B+                |
| Los Angeles Times    | [ 1 ]             |
| The New York Times   | (favorable)       |
| People               | [ 6 ]             |
| Robert Christgau     | [ 7 ]             |
| Rolling Stone        | [ 8 ]             |
| The Village Voice    | (positiv)         |

What I Do — двенадцатый студийный альбом американского кантри-певца Алана Джексона, вышедший 7 сентября 2004 года на лейбле Arista Nashville. Продюсером был Keith Stegall. С альбома вышло четыре сингла, но впервые в карьере Джексона, его альбом не дал ни одного хита номер один в кантри-чарте. Диск Джексона возглавил кантри-чарт Top Country Albums и общенациональный основной альбомный хит-парад Billboard 200.

## Об альбоме
В записи альбома участвовали дуэт The Wrights, певица Патти Лавлесс и Ричард Стербан из вокального квартета The Oak Ridge Boys. The Wrights, состоящий из Адама и Шеннон Райт (первый из которых является племянником Джексона). Они фигурируют в качестве бэк-вокалистов в песне «If Love Was a River», в которой они также участвуют соавторами. Адам Райт также написал трек «Strong Enough».
Альбом получил положительные отзывы музыкальных критиков и интернет-изданий.

## Коммерческий успех
What I Do дебютировал на первом месте в американском хит-параде Billboard 200 с тиражом 139 тыс. копий, став его третьим чарттоппером и на первом месте в чарте Top Country Albums, став его седьмым кантри-чарттоппером . В октябре 2004 года альбом получил платиновую сертификацию RIAA.

## Список композиций
| №   | Название                                                                          | Автор(ы)                    | Длительность |
| --- | --------------------------------------------------------------------------------- | --------------------------- | ------------ |
| 1.  | «Too Much of a Good Thing»                                                        | Алан Джексон                | 3:08         |
| 2.  | «Rainy Day in June»                                                               | Джексон                     | 4:40         |
| 3.  | «USA Today»                                                                       | Джексон                     | 3:26         |
| 4.  | «If Love Was a River» (бэк-вокал: The Wrights)                                    | Adam Wright, Shannon Wright | 3:54         |
| 5.  | «If French Fries Were Fat Free»                                                   | Джексон                     | 4:16         |
| 6.  | «You Don't Have to Paint Me a Picture»                                            | Джексон                     | 3:45         |
| 7.  | «There Ya Go»                                                                     | Dan Hill, Keith Stegall     | 3:13         |
| 8.  | «The Talkin' Song Repair Blues»                                                   | Dennis Linde                | 2:58         |
| 9.  | «Strong Enough»                                                                   | A. Wright                   | 4:04         |
| 10. | «Monday Morning Church» (бэк-вокал: Patty Loveless)                               | Brent Baxter, Erin Enderlin | 3:23         |
| 11. | «Burnin' the Honky Tonks Down» (бэк-вокал: Richard Sterban из The Oak Ridge Boys) | Billy Burnette, Shawn Camp  | 4:53         |
| 12. | «To Do What I Do» (live recording)                                                | Tim Johnson                 | 3:00         |

## Позиции в чартах
| Чарт (2004)                        | Высшая позиция |
| ---------------------------------- | -------------- |
| Австралия (ARIA)                   | 7              |
| Канада (Canadian Albums Chart)     | 2              |
| Норвегия (VG-lista)                | 10             |
| США (Billboard 200)                | 1              |
| США (Billboard Top Country Albums) | 1              |

| Чарт (2004)                        | Позиция |
| ---------------------------------- | ------- |
| США Billboard 200                  | 157     |
| США Top Country Albums (Billboard) | 28      |

| Чарт (2005)                        | Позиция |
| ---------------------------------- | ------- |
| США Top Country Albums (Billboard) | 35      |

| Год  | Сингл                           | Высшая позиция | Высшая позиция |
| Год  | Сингл                           | US Country     | US             |
| ---- | ------------------------------- | -------------- | -------------- |
| 2004 | «Too Much of a Good Thing»      | 5              | 46             |
| 2004 | «Monday Morning Church»         | 5              | 54             |
| 2005 | «The Talkin' Song Repair Blues» | 18             | 99             |
| 2005 | «USA Today»                     | 18             | 107            |

| Регион | Ассоциация | Сертификации | Продажи    |
| ------ | ---------- | ------------ | ---------- |
| США    | RIAA       | Платиновая   | 1,000,000+ |